# L'Actualité économique

L'Actualité économique, sous-titré Revue d'analyse économique, était une revue savante d'économie et de finance publiée quatre fois l'an par l'École des hautes études commerciales de Montréal (HEC) et par la Société canadienne de science économique (SCSE). Le siège administratif de la revue était basé à l'Institut d'économie appliquée des HEC. Le comité de rédaction est sous la responsabilité du directeur nommé par la SCSE. 
La revue a été fondée en 1925 et a cessé sa parution en juin 2020.